# Calamotropha duofurcata
Calamotropha duofurcata (лат.) — вид бабочек рода Calamotropha из семейства огнёвок-травянок (Crambidae). Китай, Шэньси.

## Описание
Молевидные бабочки средних размеров. Размах крыльев взрослой особи 19,0—20,0 мм. Calamotropha duofurcata характеризуется белыми передними крыльями с чёрным пятном в середине медиальной фасции, оранжево-жёлтой субтерминальной фасцией и бледно-коричневато-жёлтым терминальным краем с тремя чёрными точками; в гениталиях самцов — ункус раздвоенный на вершине, гнатос с угловатым дорсальным отростком в середине, и фаллос без корнутуса. Вид был описан китайскими энтомологами Вей-Чун Ли (Wei-Chun Li) и Хоу-Хун Ли (Hou-Hun Li) в 2012 году по материалам, собранным в Шэньси в Китае.